# کمپین ریاست‌جمهوری پیت بودجج، ۲۰۲۰
کمپین ریاست‌جمهوری پیت بودجج، ۲۰۲۰ (انگلیسی: Pete Buttigieg 2020 presidential campaign) در ۱۴ آوریل ۲۰۱۹ اعلام شد.